# Aichen (Neudrossenfeld)
Aichen ist ein Gemeindeteil in der Gemeinde Neudrossenfeld im Landkreis Kulmbach (Oberfranken, Bayern). Aichen liegt in der Gemarkung Altdrossenfeld.

## Geographie
Der Weiler liegt am linken Ufer des Roten Mains. Die Bundesstraße 85 verläuft unmittelbar westlich des Ortes. Von dieser zweigt die Staatsstraße 2189 ab, die nach Muckenreuth verläuft (0,6 km nordwestlich).

## Geschichte
Gegen Ende des 18. Jahrhunderts bestand Aichen aus 7 Anwesen. Die Hochgerichtsbarkeit stand dem bayreuthischen Stadtvogteiamt Bayreuth zu. Die Dorf- und Gemeindeherrschaft hatte das Hofkastenamt Bayreuth. Grundherren waren das Hofkastenamt Bayreuth (2 Halbhöfe, 1 Sölde) und die Hofkanzlei Bayreuth (1 Gut, 3 Sölden).
Von 1797 bis 1810 unterstand der Ort dem Justiz- und Kammeramt Bayreuth. Mit dem Gemeindeedikt wurde Aichen dem 1812 gebildeten Steuerdistrikt Altenplos zugewiesen. Zugleich entstand die Ruralgemeinde Aichen, zu der Lichtentanne und Sorg gehörten. Sie war in Verwaltung und Gerichtsbarkeit dem Landgericht Bayreuth zugeordnet und in der Finanzverwaltung dem Rentamt Bayreuth. Mit dem Gemeindeedikt von 1818 erfolgte die Eingemeindung nach Altdrossenfeld. Am 1. Mai 1978 wurde Aichen im Zuge der Gebietsreform in Bayern nach Neudrossenfeld eingemeindet.

### Ehemalige Baudenkmäler
- Haus Nr. 3: Zweigeschossiger Wohn- und Stallbau, Frackdachhaus; im Kern wohl 17. Jahrhundert. Vier zu zwei Obergeschossfenster. Im massiv gebauten Erdgeschoss zwei Rundbogentüren, davon eine zugemauert. Fensterwände gekehlt. Obergeschoss überwiegend aus teils verputztem Fachwerk.[8]
- Zwei Felskeller im Hang an der Ortseinfahrt, 18. Jahrhundert. Zugang in Sandsteinmauerung. Der rundbogige Zugang des östlichen Kellers bezeichnet „1757 D.S.D.“[8]

### Einwohnerentwicklung
| Jahr      | 001819 | 001822 | 001861 | 001871 | 001885 | 001900 | 001925 | 001950 | 001961 | 001970 | 001987 |
| Einwohner | 45     | 36     | 44     | 35     | 35     | 37     | 38     | 51     | 29     | 26     | 24     |
| Häuser    |        | 6      |        |        | 5      | 5      | 5      | 5      | 6      |        | 7      |
| Quelle    | [ 10 ] | [ 6 ]  | [ 11 ] | [ 12 ] | [ 13 ] | [ 14 ] | [ 15 ] | [ 16 ] | [ 17 ] | [ 18 ] | [ 1 ]  |

## Religion
Aichen ist evangelisch-lutherisch geprägt und nach Dreifaltigkeitskirche (Neudrossenfeld) gepfarrt.